# لاكردة
لاكردة أو بينيث مخلل؛ هو طبق عبارة عن سمك بينيث مخلل يؤكل كطبق مقبلات (مزة) في مناطق البلقان والشرق الأوسط.   أطباق اللاكردة، التي يتم تحضيرها من أسماك البينيث البالغة من العمر عام واحد والتي تم اصطيادها وهي تهاجر عبر مضيق البوسفور؛ تحظى بتقدير خاص.

## الاسم
كلمة لاكردة (في اليونانية: λακέρδα) تأتي من كلمة lakerta - لاكرته من اللغة اليونانية البيزنطية (في اليونانية: λακέρτα) وتعني «الإسقمري»، والتي تأتي بدورها من كلمة lacerta-لاكرته اللاتينية التي تعني «الإسقمري» أو سمك «الشاخورة».

## التحضير
تزال الاشواك من شرائح اللحم المقطعة من اسماك البينيث، بعد ذلك، يتم نقعها في محلول ملحي، ثم يتم تمليحها وتجهيزها لمدة أسبوع تقريبًا. تصبح بعد ذلك جاهزة من اجل الاستهلاك، أو من الممكن ان يتم تخزينها في زيت الزيتون. في بعض الأحيان يتم استخدام اسماك الإسقمري الكبيرة في الحجم أو التونة الصغيرة بدلاً من اسماك البينيث.

## التقديم
في اليونان، يتم تقديم طبق اللاكردة عادة كطبق مقبلات (مزة) مع شرائح البصل المقطع. يتم ارفاق الطبق بشكل شائع مع عصير الليمون وزيت الزيتون ولكن بشكل عام ينتقد اضافتهما لهذا الطبق. في تركيا، يتم بشكل عام تقديم هذا الطبق كمقبلات (مزة)، مع شرائح البصل الأحمر المقطعة وزيت الزيتون والفلفل الأسود. عادة ما، يرفق هذا الطبق بمشروب الراكي.

## التاريخ
طبق لاكردة يشبه طبقًا يونانيًا قديمًا يسمى طريخوس هوريون، وهو عبارة عن «سمك مملح ناضج» أو كان يدعى أيضا ببساطة؛ هوريون، وكان يعتبر هذا الطبق مقدرا جدا. كانت تدعى اطباق أخرى؛ التي كان يتم تحضيرها من اسماك البينيث المملح، بالاسماء التالية، اوموتاريخوس و كيبيون.